# Pseudothyridium vulcanum
Pseudothyridium vulcanum är en skalbaggsart som beskrevs av Soula 2002. Pseudothyridium vulcanum ingår i släktet Pseudothyridium och familjen Rutelidae. Inga underarter finns listade i Catalogue of Life.